# Хуршид Ахмед-паша
Хуршид Паша (тур. Hurşid Ilhomiddin Paşa) (? — 30 ноября 1822) — крупный османский военный и государственный деятель, бей Александрии (1802—1803, 1804), паша Египта (1804—1805), великий визирь Османской империи (1812—1815).

## Биография
Родился на Кавказе и имел грузинское происхождение. В юности был доставлен в Стамбул, где принял ислам и был зачислен в ряды янычарского корпуса. Он приобрел благосклонность султана Махмуда II и заняли несколько высоких государственных постов.

## Египет
В 1802 году после эвакуации французских войск из Египта Хуршид-паша был назначен беем в крупнейшем портовом городе Александрия. В марте 1804 года он был назначен османским пашой (губернатором) Египта. Его заместителем (каймакамом) стал Мухаммед Али-паша, командир албанских отрядов. Мухаммед Али-паша руководил обороной Каира, который в течение четырех месяцев осаждали восставшие мамлюки. Он вынудил мамлюков снять осаду и отступить на юг. За это время популярность Мухаммеда Али среди горожан заметно возросла. Зимой 1804—1805 года он со своими войсками теснил мамлюков в Верхнем Египте. Тем временем османский паша Хуршид-паша воскресил в Каире все ужасы турецкого гнета: обложил горожан контрибуциями, взял заложников и собрал на год вперед налоги с разоренных деревень.
В мае 1805 года в Каире вспыхнуло восстание. Хуршид-паша был свергнут и отстранен от власти. Собрание шейхов провозгласило правителем (вали) Египта Мухаммеда Али-пашу. Османский султан Селим III вынужден был признать его египетским пашой. Хуршид-паша с гарнизоном был осажден в Каирской цитадели и капитулировал после признания Стамбулом Мухаммеда Али-паши новым правителем Египта.
В марте 1809 года Хуршид-паша был отправлен в Сербию для подавления первого восстания под предводительством Карагеоргия.

## Сербские восстания
5 сентября 1812 года Хуршид-паша был назначен великим визирем Османской империи, эту должность он занимал до 1 апреля 1815 года. Он оставался в Сербии, где в качестве главнокомандующего (сераскира) турецких войск участвовал в подавлении сербского восстания и взятия Белграда в октябре 1813 года. В том же году Хуршид-паша был назначен губернатором Боснии и участвовал в подавлении второго сербского восстания под руководством Милоша Обреновича в 1815—1817 годах.

## Борьба с Али-пашой Янинским и греческим восстанием
В ноябре 1820 года Хуршид-паша был назначен губернатором Мореи (Пелопоннес) с резиденицей в городе Триполи. Также он был назначен главнокомандующим (сераскиром) турецких войск при подавлении восстания Али-паши из Янины.
В январе 1821 года Хуршид-паша с войском выступил из Триполи на север, оставив в своей резиденции казну и гарем. Его заместитель (каймакам) Мехмед Салих с тысячей албанцев был оставлен в Морее для поддержания порядка в провинции. Тем не менее, всего лишь несколько месяцев спустя, когда османские войска осадили Янину, в Греции вспыхнуло мощное греческое восстание против турецкого владычества.
Сераскир Хуршид-паша сообщил султану о событиях в Греции и, не дожидаясь приказов от правительства, приказал турецким военачальникам Омер-Врионе и Косе Мехмед-паше подавить восстание в Центральной Греции, а сам после взятия Янины планировал выступить на Пелопоннес, чтобы подавить восстание в своей провинции. Он отправил Мустафу-бея с 3-тысячным отрядом в Триполи, чтобы усилить местный гарнизон. Сам же Хуршид-паша оставался под Яниной, где руководил осадой крепости. Омер-Врионе и Коса Мехмед не смогли быстро подавить восстание в Центральной Греции. После длительной осады греческие отряды под руководством Теодораса Колокотрониса 23 сентября 1821 года взяли город Триполи, резиденцию Хуршид-паши. Несмотря на общую резню мусульман, гарем Хуршида и часть его казны были спасены.
В январе 1822 года турецкие войска под командованием Ахмеда Хуршида-паши после длительной осады принудили к сдаче крепость Янину. Али-паша Янинский был схвачен и казнен. Подавив восстание в Южной Албании, Хуршид-паша собрал большие силы для подавления греческого восстания. Однако его политические соперники в Стамбуле, встревоженные его усилением, обвинили его в незаконном присвоении большей части сокровищ Али-паши. Хуршид-паша отправил в Стамбул 40 миллионов пиастров с заявлением что они были найдены в хранилищах Али-паши, в то время как султанские министры заявляли о состоянии янинского паши в более чем 500 миллионов пиастров. Правительство потребовало от Хуршида-паши прислать подробный отчет, но он отказался это сделать. Вскоре после этого он был осужден за злоупотребление и попал в опалу. Хуршид-паша был отстранен от своей должности. Новым губернатором Мореи и главнокомандующим османской армии стал Махмед Драмали Паша. Хуршид-паша получил приказ оставаться в городе Ларисса, чтобы обеспечить снабжение турецких войск.
В июле 1822 года в решающей битве при Дервенакии 30-тысячная турецкая армия под командованием Махмуда Драмали паши потерпела поражение от греческих войск, потеряв более 20 тысяч человек. Султан приказал Хуршид-паше возглавить турецкие войска и спасти ситуацию. Однако противники Хуршид-паши при султанском дворе продолжали интриговать против него. Враги отправили своих агентов, чтобы убить Хуршида. Хотя он получил информацию об угрозе его жизни, Хуршид-паша не отреагировал. Вместо этого он покончил с собой, приняв яд 30 ноября 1822 года.